# Philippe Fontaine
Pour les articles homonymes, voir Fontaine.
Philippe Fontaine né à Haine-Saint-Paul (La Louvière) le 12 mai 1945 est un homme politique belge, membre du Mouvement réformateur.